# Часлівецька сільська рада
Часлівецька сільська рада — колишній орган місцевого самоврядування у Ужгородському районі Закарпатської області. Адміністративний центр — село Часлівці.

## Загальні відомості
- Часлівецька сільська рада утворена 27 грудня 2002 року.
- Населення ради: 820 осіб

## Населені пункти
Сільській раді підпорядковані населені пункти:
- с. Часлівці

## Історія
Закарпатська обласна рада рішенням від 27 грудня 2002 року в Ужгородському районі утворила Часлівську сільраду з центром у селі Часлівці.
Закарпатська обласна рада рішенням від 3 лютого 2014 року в Ужгородському районі перейменувала Часлівську сільраду на Часлівецьку.